# Tô Định
Tô Định (chữ Hán: 蘇定; bính âm: Sū Dìng) là một viên quan lại người Hán được triều đình Đông Hán cử làm Thái thú Giao Chỉ vào năm 34. Được sử sách Việt Nam ghi chép là viên quan tham lam, tàn bạo, chuyên vơ vét của cải khiến người dân bản xứ bất bình, nhằm để trấn áp sự phản kháng, Tô Định đã ra lệnh chém đầu Thi Sách, một thủ lĩnh người Việt ở Châu Diên, chồng của Trưng Trắc. Hành động này gây nên phẫn nộ trong nhân dân Giao Chỉ, với đỉnh điểm là cuộc khởi nghĩa của Hai Bà Trưng đánh đuổi người Hán. Khi cuộc khởi nghĩa nổ ra, Tô Định không thể kiểm soát được tình hình nơi mình quản lý liền cắt tóc, cạo râu bỏ chạy lên phương Bắc trốn về nước.